# I soldi
I soldi (en italiano «El dinero») es una película de comedia de antología italiana de 1965 dirigida por Gianni Puccini.

## Argumento
Una serie de segmentos sobre el tema que el dinero es el motor que lleva al hombre a cometer locuras para ganarlo.

## Reparto
- Sylva Koscina como Leda.
- Tomás Milián como Bob.
- Enrico Maria Salerno
- Alberto Lionello
- Barbara Steele
- Agnès Spaak
- Andrea Checchi
- Carlo Giuffré
- Maria Grazia Francia
- Mario Pisu
- Gianni Bonagura
- Riccardo Garrone
- Gianni Rizzo
- Umberto D'Orsi
- Paola Quattrini
- Stefania Careddu
- Rocco D'Assunta
- Ignazio Leone
- Sandro Dori
- Enzo Maggio